# Chrysina auripes
Chrysina auripes är en skalbaggsart som beskrevs av Gray 1832. Chrysina auripes ingår i släktet Chrysina och familjen Rutelidae. Inga underarter finns listade i Catalogue of Life.